# مالنقين
مالنقين أو ماليناكن هو ملك نوبي حكم في النصف الأول من القرن السادس قبل الميلاد ، و يعتقد انه ابن الملك ارامتل كو وخليفته وامه الملكة أماني تكاي، و مرافقته الملكية كانت الملكة تقاتال المدفونة في مدينة نوري في الهرم رقم 45 . وكان اسمه قبل التتويج هو سكماكري.

## أثاره
عرف تاريخ الملك مالنقين بشكل جيد من الهرم رقم 5 في مدينة نوري هرمه الخاص الذي دفن به، ومن خرطوش النذور الذي عثر عليه في مدينة الكوة ، وكذلك من مجموعة من النحوت في حوائط معابد مروي والعديد من المجسمات الأخري.

## وصلات خارجية
- مالينقين

| سبقه: ارامتل كو | ملوك كوش ومروي | خلفه: انلاماني |